# Чуб, Николай Александрович
Николай Александрович Чуб (род. 10 июня 1984, Новочеркасск) — российский космонавт-испытатель отряда ФГБУ «НИИ ЦПК имени Ю. А. Гагарина». 132-й космонавт СССР/России (134-й гражданин СССР/России в космосе ). До поступления в отряд космонавтов работал генеральным директором ООО «Спейс Ту». Герой Российской Федерации, лётчик-космонавт Российской Федерации (2025).
15 сентября 2023 года стартовал с космодрома Байконур в качестве бортинженера пилотируемого корабля «Союз МС-24». Участник космических экспедиций МКС-69/70/71.

## Ранние годы
Николай Александрович Чуб родился 10 июня 1984 года в Новочеркасске Ростовской области.
После окончания новочеркасской школы № 1, поступил в Южно-Российский государственный технический университет. В 2006 году, после окончания университета по специальности «Управление и информатика в технических системах», продолжил обучение в аспирантуре при том же университете по специальности «Экономика и управление народным хозяйством».
До поступления в отряд космонавтов работал генеральным директором ООО «Спейс Ту».

## Космическая подготовка
В 2012 году Николай Чуб принял участие в первом открытом конкурсе по отбору в отряд космонавтов России. 8 октября 2012 года решением Межведомственной комиссии был допущен в числе 9 претендентов к прохождению общекосмической подготовки. 26 октября 2012 года назначен на должность кандидата в космонавты-испытатели отряда космонавтов ФГБУ «НИИ ЦПК имени Ю. А. Гагарина».
В феврале 2013 года Н. Чуб вместе с кандидатами в космонавты Дмитрием Петелиным и Сергеем Корсаковым участвовал в двухсуточной тренировке по отработке действий после приземления экипажа в лесисто-болотистой местности зимой. В июле 2014 года участвовал в тренировках по подъёму космонавта на борт вертолёта, находящегося в режиме зависания. Затем, Николай Чуб вместе с Петром Дубровым и Дмитрием Петелиным прошёл двухсуточные тренировки по практической отработке действий экипажа после приземления в условиях пустынной местности на Байконуре.
16 июня 2014 года решением Межведомственной квалификационной комиссии ему была присвоена квалификация «космонавт-испытатель», 15 июля 2014 года назначен на должность космонавта-испытателя.
В августе 2014 года принял участие в трёхнедельной специальной парашютной подготовке космонавтов на базе Мензелинского филиала центрального аэроклуба Республики Татарстан ДОСААФ России, в октябре участвовал в тренировках по действиям экипажа в случае нештатной посадки в гористой местности в районе перевала гор Кавказского хребта. В феврале 2018 года вместе с Андреем Борисенко и Кристиной Кук участвовал в тренировке по действиям экипажа после посадки в лесисто-болотистой местности зимой. В октябре 2019 года прошёл полный цикл тренировок по «водному выживания» («сухая», «длинная» и «короткая») на базе Универсального морского терминала «Имеретинский» на Чёрном море в Адлерском районе Сочи.
В мае 2021 года утверждён в состав дублирующего экипажа транспортного космического корабля «Союз МС-22» и космической экспедиции МКС-68, а также основного экипажа ТПК «Союз МС-23» и МКС-69.
В январе 2022 года космонавту Николаю Чубу было отказано без объяснения причин в визе в США для посещения Космического центра им. Линдона Джонсона и проведения там пятинедельной сессии по ознакомлению с американским сегментом МКС. В Роскосмосе посчитали, что решение американской стороны угрожает безопасности космонавта на МКС. После публикации данной информации в СМИ, виза космонавту Чубу для поездки в США была выдана через несколько дней.
20 сентября 2022 года на заседании Государственной комиссии по проведению летных испытаний пилотируемых космических комплексов на космодроме Байконур, был утверждён в качестве бортинженера дублирующего экипажа корабля «Союз МС-22». 21 сентября 2022 года во время запуска ТПК «Союз МС-22» был дублером бортинженера корабля.
Проходил подготовку в составе основного экипажа транспортного космического корабля «Союз МС-23», космических экспедиций МКС-68/МКС-69. В связи с аварией 15 декабря 2022 года в системе терморегулирования ТПК «Союз МС-22», запуск ТПК «Союз МС-23» был произведён 24 февраля 2023 года в беспилотном варианте, его основной экипаж был назначен для полёта на ТПК «Союз МС-24».
Весной 2023 года Николай Чуб вместе с Олегом Кононенко прошли подготовку в Космическом центре имени Л. Джонсона (город Хьюстон, США), где изучали американский сегмент МКС. Космонавты также приняли участие в совместных тренировках с экипажем миссии Crew-7 по выходу из аварийных ситуаций на борту МКС. С 5 июня космонавты продолжили подготовку в ЦПК имени Ю. А. Гагарина.

## Полёт
15 сентября 2023 года в 18:44 мск пилотируемый корабль «Союз МС-24» был запущен с космодрома Байконур с экипажем в составе: командира Олега Кононенко, бортинженеров Николая Чуба и астронавта НАСА Лорал О’Хара. Полёт корабля до МКС проходил по двухвитковой схеме. Корабль пристыковался к модулю «Рассвет» 15 сентября 2023 года в 18:53:33 UTC (21:53:33 мск).
25-26 октября космонавты Николай Чуб и Олег Кононенко совершили выход в открытый космос продолжительностью более 7 часов, в ходе которого отключили гидравлические контуры дополнительного радиационного теплообменника модуля «Наука», в том числе негерметичный, из которого произошла утечка теплоносителя. Осмотрели и сфотографировали место негерметичности на радиаторе. Затем установили и подключили радиолокатор на модуле «Наука» для проведения эксперимента «Напор-миниРСА», а также запустили студенческий наноспутник «Парус-МГТУ».
25 апреля 2024 года совершил вместе с космонавтом Олегом Кононенко выход в открытый космос продолжительностью более 4 часов, в ходе которого космонавты перенесли адаптер со служебного модуля «Звезда» на модуль «Поиск». Затем на модуле «Поиск» установили и подключили научную аппаратуру «Кварц» на адаптере и научную аппаратуру «ТКК-КМ» на платформе с адаптерами. Также на модуле «Наука» космонавты дораскрыли вторую панель малогабаритного радиолокатора, предназначенного для наблюдения Земли в рамках эксперимента «Напор-миниРСА», демонтировали один из двух контейнеров научного оборудования «Биориск-МСН», взяли пробы-мазки с поверхности модуля «Наука» в интересах эксперимента «Тест».
Запланированная продолжительность полёта российских космонавтов — 375 суток. Намечаются четыре выхода в открытый космос по российской программе, экипаж за время полёта должен принять четыре грузовых корабля «Прогресс МС» и провести свыше 60-ти научно-прикладных исследований. Возвращение на Землю планируется на ТПК «Союз МС-25» осенью 2024 года.
Статистика полетов
| # | Корабль, Миссия          | Старт, UTC           | Корабль посадки | Посадка, UTC        | Налёт                | ВКД): время (количество) |
| - | ------------------------ | -------------------- | --------------- | ------------------- | -------------------- | ------------------------ |
| 1 | Союз МС-24, МКС-69/70/71 | 15.09.2023, 15:44:35 | Союз МС-25      | 23.09.2024 11:58:57 | 373дн. 20час. 14мин. | 12час. 17мин. (2)        |

## Награды
- Герой Российской Федерации (10 марта 2025) — за мужество и героизм, проявленные при осуществлении длительного космического полёта в составе экипажа Международной космической станции[19];
- почётное звание «Лётчик-космонавт Российской Федерации» (10 марта 2025)[19];
- знак С. П. Королева (Роскосмос, 28 октября 2024 года) — за успешное выполнение программ полёта в составе экспедиций МКС 70 и МКС 71[20];
- медаль «За пропаганду спасательного дела» (МЧС России, 13 марта 2024) — за достигнутые значимые результаты в проведении космического эксперимента «Сценарий», а также многолетнее сотрудничество в создании, развитии и обеспечении успешного функционирования единой государственной системы предупреждения и ликвидации чрезвычайных ситуаций[21][22];
- звание «Почётный гражданин города Новочеркасска» (25 апреля 2025)[23].

## Увлечения
Николай Чуб увлекается мотоспортом, туризмом и парашютным спортом. Выполнил более 200 прыжков с парашютом, в том числе полёты в костюме Вингсьют (костюм-крыло). Рекордсмен России и Европы 2011 года в классе больших wingsuit-формаций.